# Коптський православний собор святого Марка
Коптський православний собор святого Марка - коптська церква, розташована в районі Абассія в Каїрі, Єгипет. Собор - це головний храм коптського православного папи. Він був побудований за часів, коли Кирило VI Олександрійський був папою Коптської православної церкви, і відкритий ним у 1969 році. 
Церква присвячена святому Марку Євангелісту, апостолу Ісуса та засновнику коптської церкви. Його реліквії зберігаються всередині. До 2019 року був найбільшим собором в Африці

## Історія
Історично земля, де стоїть Собор, століттями використовувалася як кладовище коптів і тут була історична церква.  Є чутки, що в ній знаходилася могила Олександра Македонського, оскільки ця визначна пам'ятка зникла з історії в той же час, коли ця церква була зведена. 
Земля була передана Коптській православній церкві в 969 році Джавхаром,як заміна території, яку забрали для будівництва Палацу Ма'ада аль-Муїза в рамках планування нової столиці Єгипту Каїра. 
Протягом дванадцятого століття територія містила десять коптських церков, але під час правління Калауна 18 лютого 1280 р. церкви були знищені мусульманами, які переслідували коптів. Згодом були збудовані дві церкви в районі під владою його сина. 
У 1943 році Каїрський губернатор намагався відібрати цю територію для громадського користування. В результаті коптській церкві обіцяли залишити контроль над землею за умови, що за наступних п'ятнадцять років на ній буде побудована некомерційна будівля. Так розпочалося будівництво собору.  

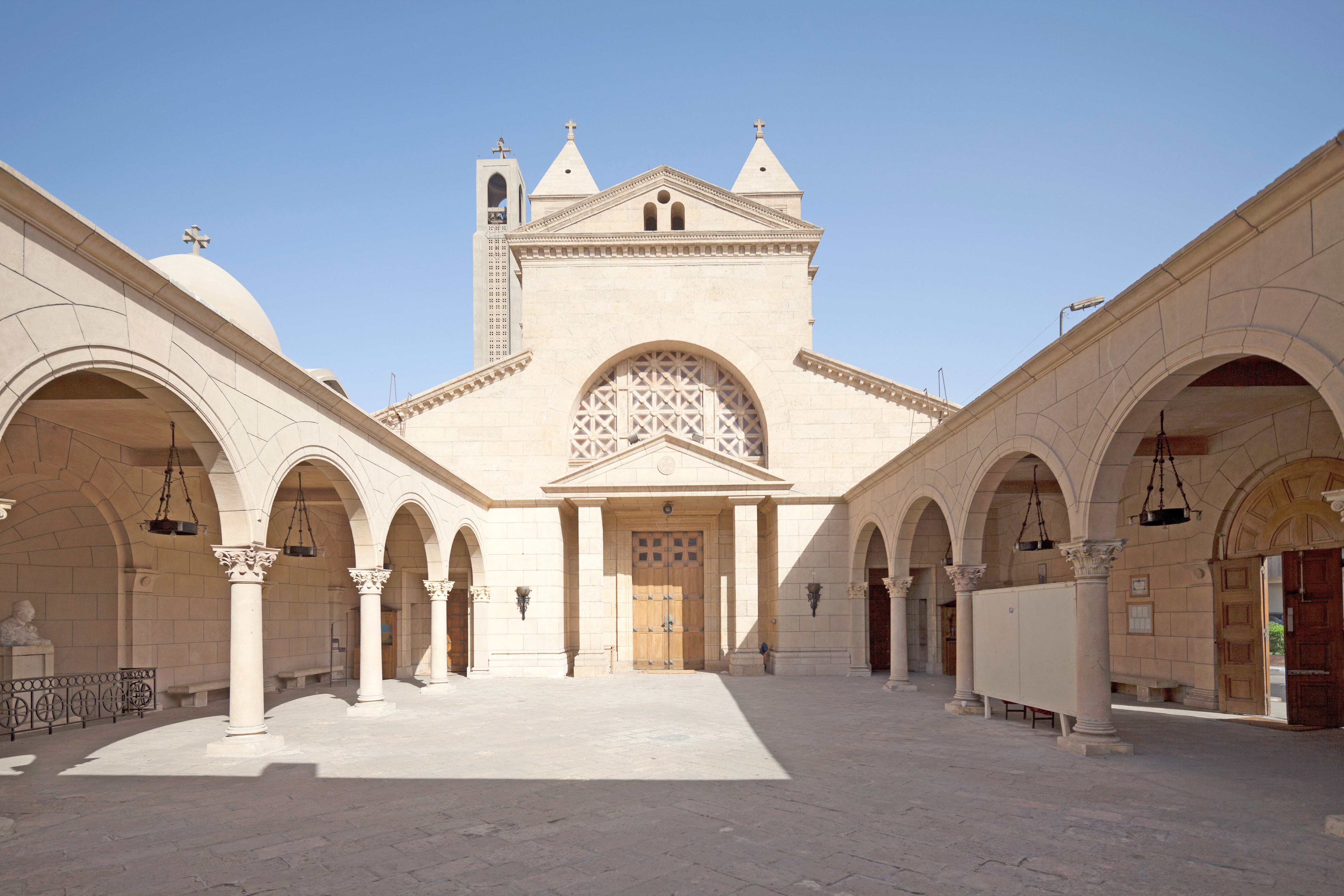
Вхід до каплиці св. Петра та Павла всередині собору

Собор - це місце, де папа Тавадрос II Олександрійський має свій кабінет, тому безпека тут зазвичай висока. Однак 11 грудня 2016 року, під час мусульманського фестивалю Маулід, на каплицю біля собору атакували терористи, в результаті загинуло щонайменше 25 людей, більшість з яких жінки та діти.   

## Архітектура
Собор вважається унікальним прикладом архітектурної еволюції, який включає в себе сім церков, деякі з яких мають велику історичну цінність, наприклад, церква Анба Руіс. Собор уособлює швидкий розвиток коптської архітектури,   знаменитий коптський інженер-будівельник Мішель Бакхум зробив свій внесок у його структурну конструкцію. Церква може вмістити 5000 вірян. 

## Мощі святого Марка

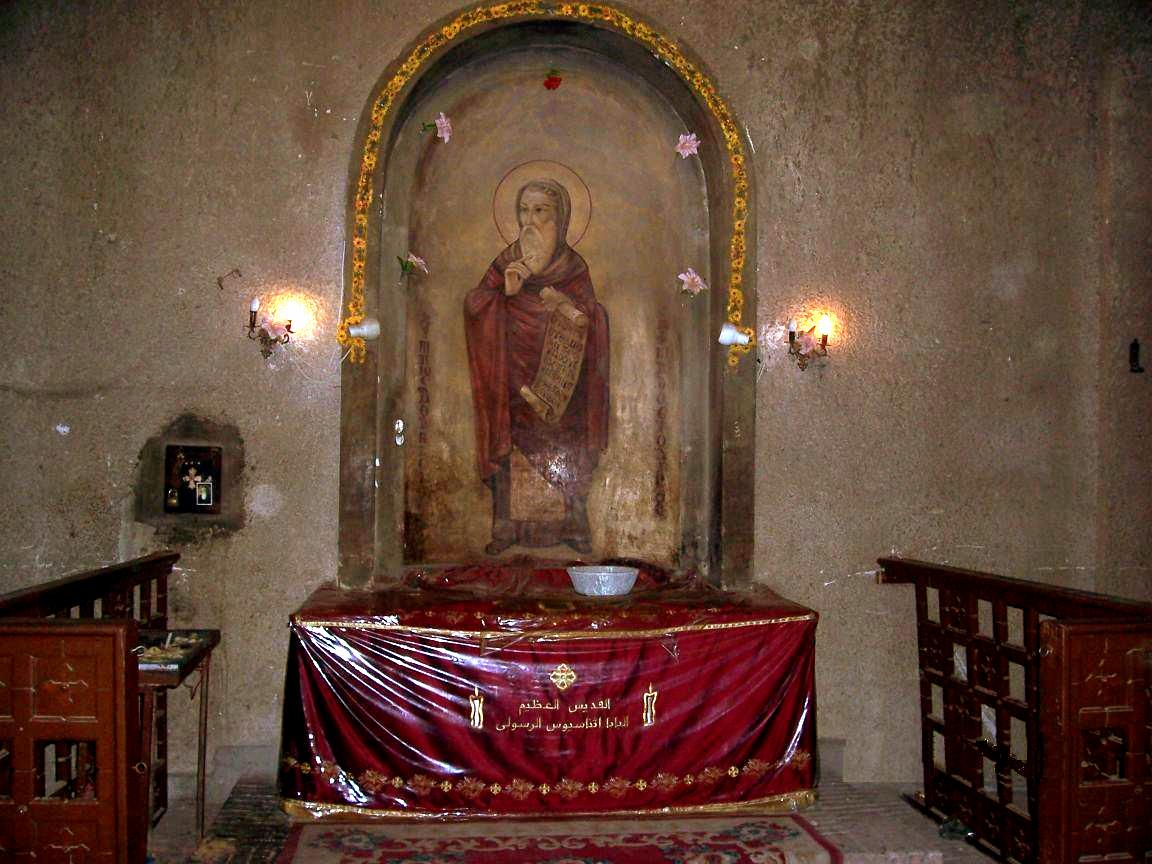
Святиня Афанасія

Перед завершенням роботи собору римсько-католицький понтифік того часу, папа Павло VI, повернув частину мощей святого Марка, які були викрадені з Єгипту у 828 році у Венецію. Ці мощі були перенесені до нещодавно побудованого собору, де вони були розміщені у спеціально збудованій святині, яскраво прикрашеній коптськими іконами, де вони збереглися до нашого часу.     

## Церемонія інаугурації
Інавгурація нового коптського православного собору Святого Марка відбулася 25 червня 1968 року  на церемонії, в якій взяли участь президент Єгипту Гамаль Абдель Нассер, імператор Ефіопії Хайле Селассі, серед інших представників закордонного духовенства інших церков. Це резиденція Тавадроса II, Патріарха коптської церкви.

## Галерея

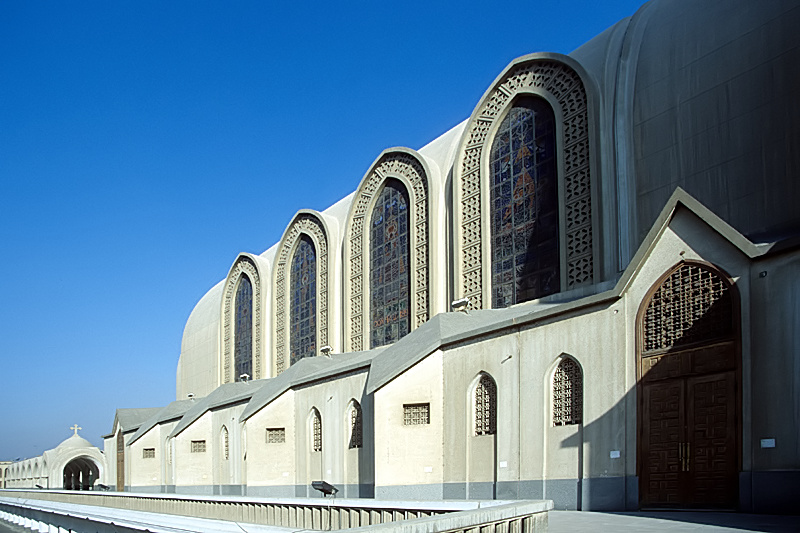
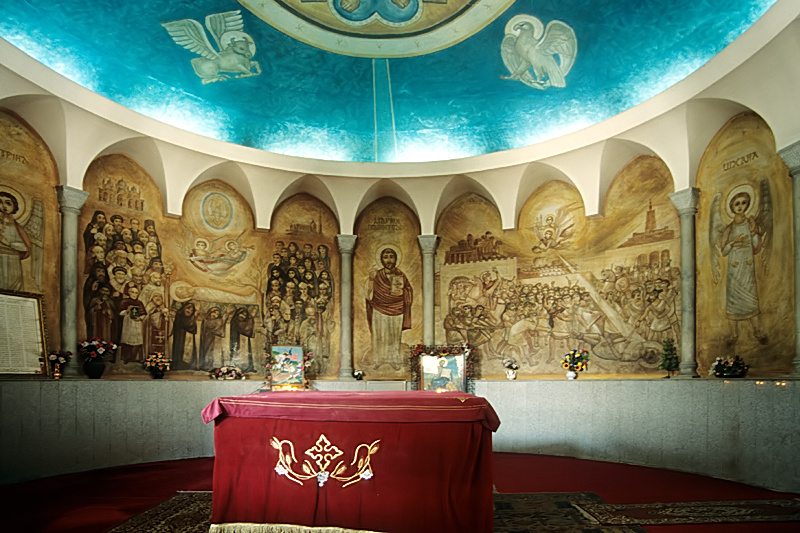
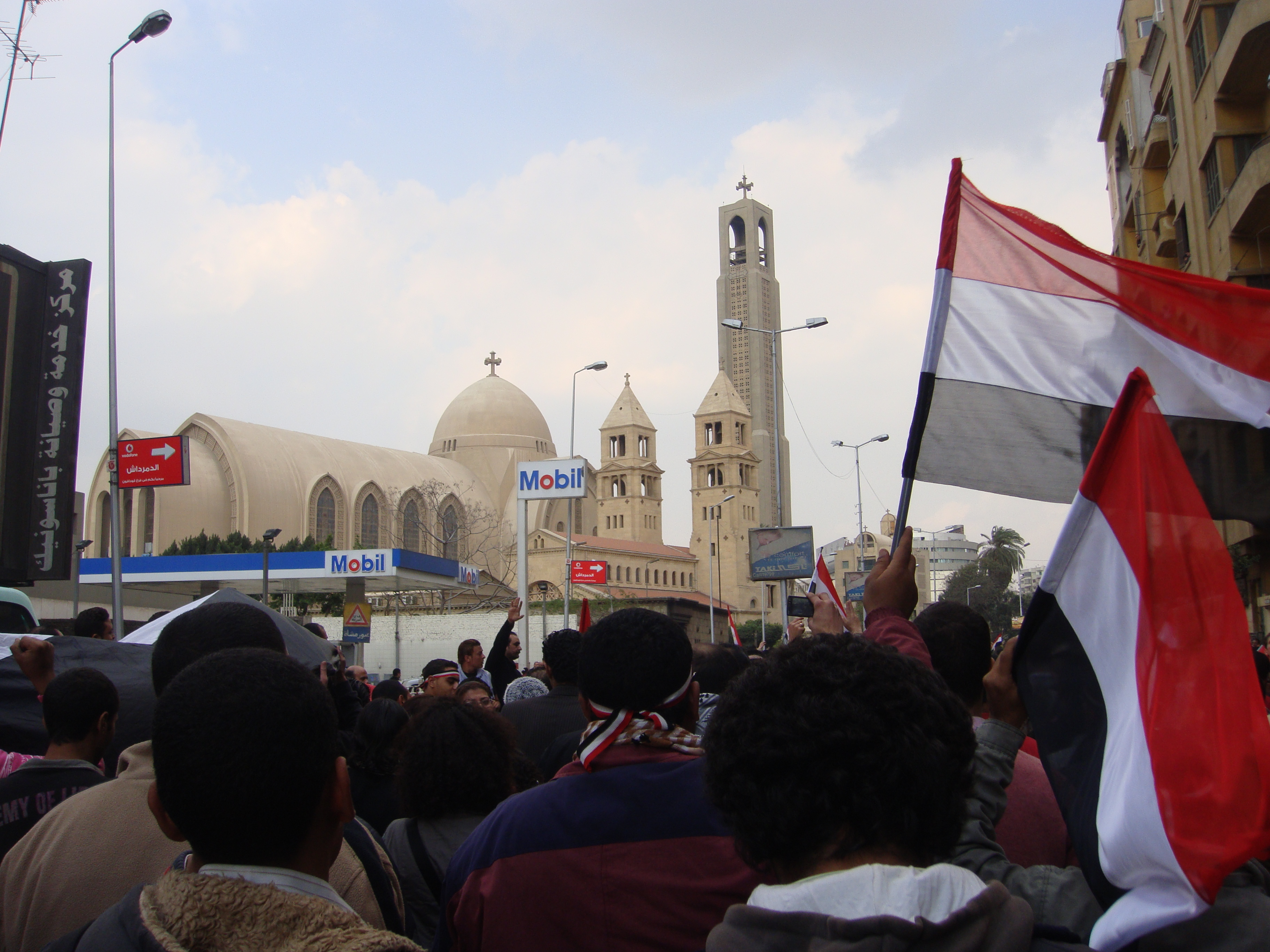